# Maestro (Outsiderのアルバム)
『Maestro』（マエストロ）は、Outsiderが大韓民国で2009年6月1日にリリースした2枚目のアルバムCDである。

## 概要
収録曲は約100曲の候補の中から15曲が厳選された。タイトル曲のひとりぼっちは現在、社会問題である「孤独」をそのまま描いた曲であり、月間ダウンロード数1位を記録した。15曲目の『Speed Racer』は17人のアーティストがフィーチャリングに参加している。

## 収録曲
大韓民国保健福祉家族部の下部組織である青少年保護委員会によって「青少年有害媒体物」の指定を受けた曲（19歳未満に販売することや深夜から早朝を除く時間帯の放送が禁止となった曲）には「⑲」のマークを表示する。
1. VJ特攻隊
2. Zero To Hero⑲
3. City Hunter feat.Basick,Carey Diamond⑲
4. 青春告白 feat.Joy
5. ひとりぼっち
6. ピエロの涙 feat.ムウン
7. Therapist feat.Illinit⑲
8. Bleeding Luv
9. Skit
10. 不満症 feat.ウニュル⑲
11. Luv Business⑲
12. Face Off feat.MC Sniper
13. Value Of The Man⑲
14. 音楽しかない
15. Speed Racer⑲